# GPS II
Der kleine GPS-Empfänger GPS II von Garmin (Schweiz/USA) war um 1995 das erste GPS-Handgerät, das schon einige Funktionen zur Kartendarstellung von eingemessenen Wegpunkten hatte. Auf dem Display konnte man die zurückgelegte (sowie die weitere geplante) Wegstrecke auch in verschiedenen Maßstäben ansehen.

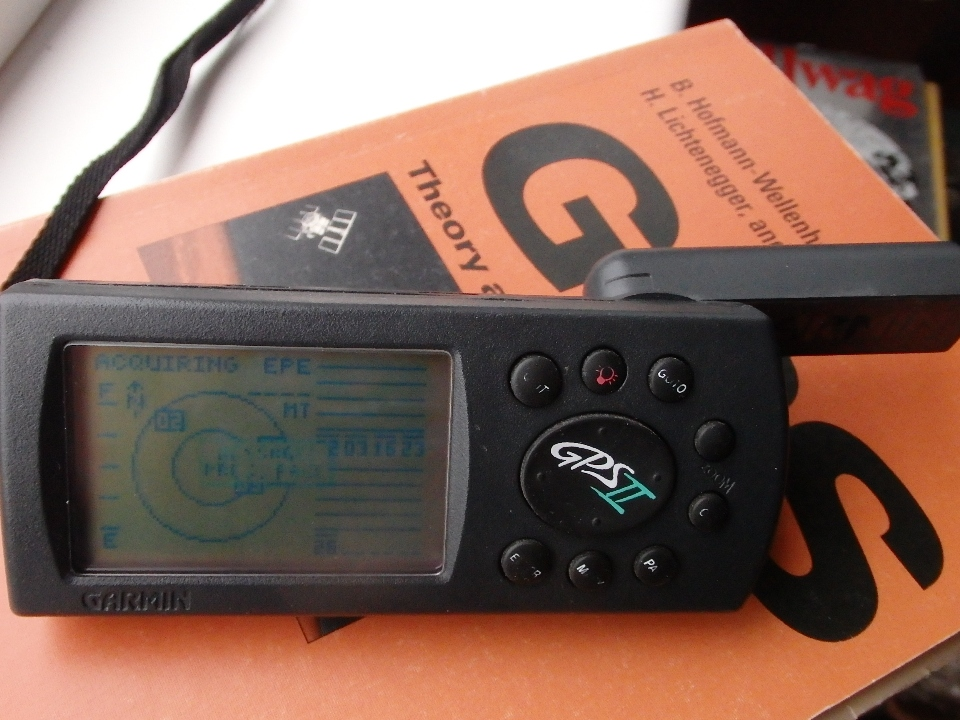
Garmin GPS II, erster Miniaturempfänger mit Kartenfunktionen am Display. Hier bei der Suche nach GPS-Satelliten.

Als einer der ersten miniaturisierten Outdoor-Empfänger hatte er bereits einen 12-Kanal-Empfänger und war daher nach dem Einschalten schon wenigen Sekunden betriebsbereit. Er konnte gleichzeitig bis zu 8 Satelliten empfangen und schaltete sich automatisch auf jene mit den besten Schnittbedingungen der Standlinien ein. Bei pfleglicher Behandlung sind solche Geräte bis heute (siehe Foto von 2015) einsatzbereit, können allerdings die technologisch neuesten GPS-Satelliten nicht mehr empfangen.
Trotz beschränkter Ortungsgenauigkeit von etwa ±50m (Selective Availability, pseudozufälliges Rauschen bis Mai 2000) wurde der Empfänger frühzeitig an einigen Hochschulen in geodätisch-geotechnischen Projekten eingesetzt, etwa an der TU München und der TU Wien. Letztere hielt mehrere Anwenderkurse für Geologen und Geotechniker, während für geodätische Anwendungen mit dem GPS II die QGPS-Methode für Differenz-Ortungen auf einige Meter genau entwickelt wurde. Durch neuere Empfänger und die regionalen GPS-Dienste wurde die Meter-Genauigkeit ab etwa 2000 auch für einen größeren Kreis von Anwendern verfügbar.